# کسار (کارولینای شمالی)
کسار (به انگلیسی: Casar) شهری در ایالت کارولینای شمالی کشور ایالات متحده آمریکا است که جمعیت آن در سرشماری سال ۲۰۱۰ میلادی، ۲۹۷ نفر بوده‌است.